# Synalpheus pinkfloydi
Espèce
Synalpheus pinkfloydi est une espèce de crustacés de la famille des Alpheidae.
Cette espèce à pince rose, découverte au Panama, a été nommée en l'honneur du groupe Pink Floyd.
Synalpheus pinkfloydi est muni d'une pince qu'il claque pour étourdir ses proies. Lorsqu'il l'utilise, cela crée une bulle dont l'implosion produit un son suffisamment fort (jusqu'à 210 dB) pour assommer ses proies, voire les tuer lorsqu'il s'agit de petits poissons. Cette particularité le fait classer parmi les crevettes pistolet.

## Capacités cognitives
En 2017 une étude ayant porté sur le cerveau de 200 crustacés (crabes, crevettes et homards notamment) a conclu que le cerveau de certaines crevettes et d'autres crustacés (dont Crevette nettoyeuse, Crevette pistolet, et Paguroidea était plus complexe qu'on ne le pensait ; il abrite en effet des centres mémoriels et d'apprentissage (dénommés « mushroom bodies ») qui n'avaient jusqu'alors été trouvés que chez certains insectes. Cette compétence pourrait être liée au fait que ces espèces chassent ou se déplacent solitairement sur de longues distances. Cette découverte remet en cause l'idée jusqu'alors admise que ces structures cérébrales étaient apparues dans l'évolution chez les insectes, et après divergence des lignées d'insectes d'avec les lignées de crustacés, il y a environ 480 millions d'années,.

## Publication originale
- (en) Anker, Hultgren, de Grave : Synalpheus pinkfloydi sp. nov., a new pistol shrimp from the tropical eastern Pacific (Decapoda: Alpheidae). Zootaxa, vol. 4254, n. 1 DOI 10.11646/zootaxa.4254.1.7.